# 380 v. Chr.
Portal Geschichte | Portal Biografien | Aktuelle Ereignisse | Jahreskalender | Tagesartikel

◄ |
5. Jahrhundert v. Chr. |
4. Jahrhundert v. Chr. |
3. Jahrhundert v. Chr. |
►

◄ | 400er v. Chr. | 390er v. Chr. | 380er v. Chr. | 370er v. Chr. |
360er v. Chr. |
►

◄◄ | ◄ | 383 v. Chr. | 382 v. Chr. | 381 v. Chr. | 380 v. Chr. |
379 v. Chr. |
378 v. Chr. |
377 v. Chr. |
► |
►►

## Ereignisse

### Politik und Weltgeschehen

#### Westliches Mittelmeer
- Lucius Valerius Potitus Poplicola, Servius Cornelius Maluginensis, Gaius Sulpicius Peticus, Gnaeus Sergius Fidenas Coxo, Lucius Papirius Mugillanus, Publius Valerius Potitus Poplicola, Licinius Menenius Lanatus, Lucius Aemilius Mamercinus und Tiberius Papirius Crassus werden römische Konsulartribunen.
- Spurius Postumius Albinus Regillensis und Gaius Sulpicius Camerinus werden römische Censoren.

#### Östliches Mittelmeer
- Kleombrotos I. folgt Agesipolis I. auf den spartanischen Thron.

### Wissenschaft und Technik
- In seinem 24. Regierungsjahr (381 bis 380 v. Chr.) lässt der achämenidische König Artaxerxes II. den Zusatzmonat Addaru II schalten, der am 10. März[1] beginnt.
- Im babylonischen Kalender fällt der Jahresbeginn des 1. Nisannu auf den 9.–10. April[1]; der Vollmond im Nisannu auf den 21.–22. April[1] und der 1. Tašritu auf den 2.–3. Oktober[1].[2]

### Kultur und Gesellschaft

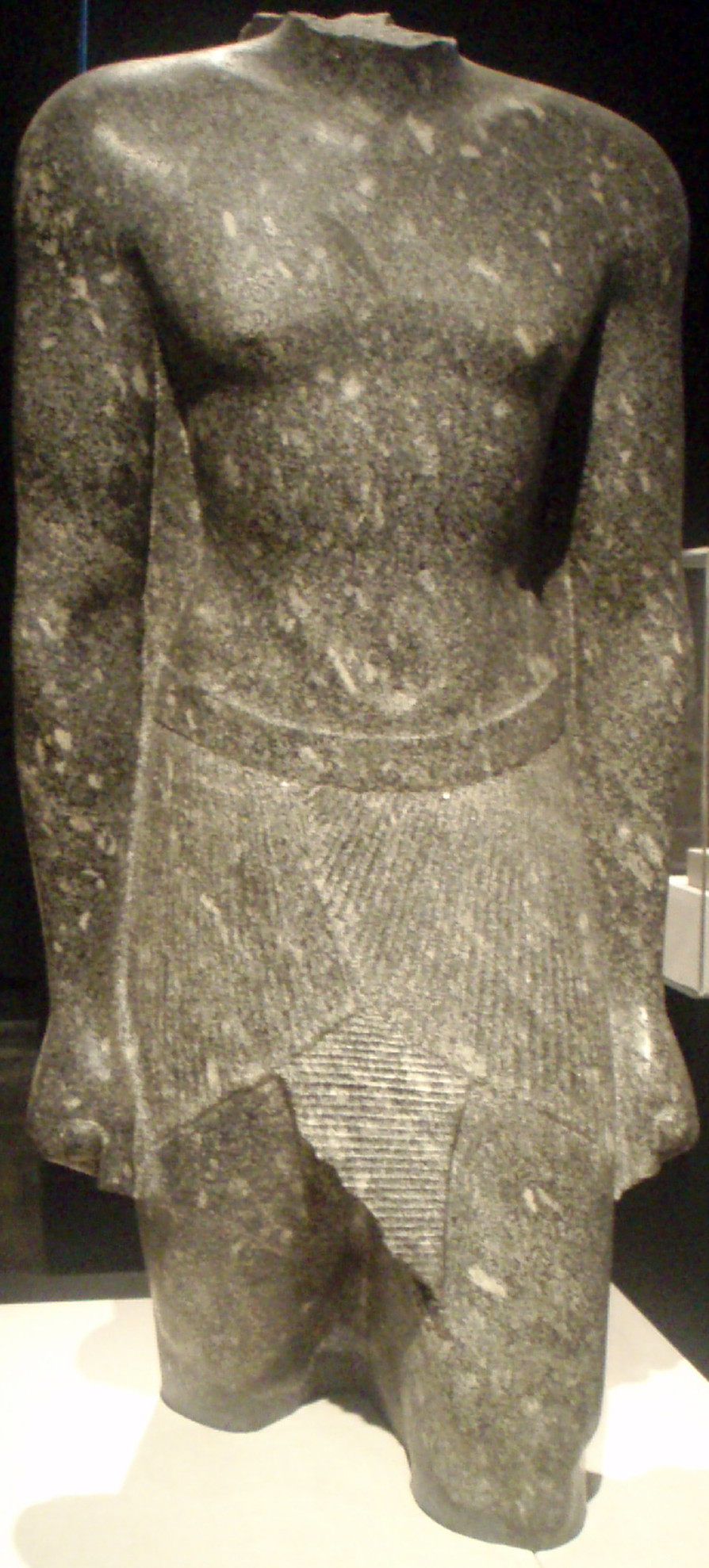
Fragment einer Statue von Hakor, ca. 393–381 v. Chr.

- Isokrates veröffentlicht nach 10- bis 15-jähriger Arbeit die Festrede Panegyrikos, die die Notwendigkeit eines gemeinsamen Kampfes aller Griechen unter Athens Führung gegen die Perser darlegt.
- (um): Latènezeit: Früh-La-Tène A wird von Früh-La-Tène B abgelöst.

## Geboren
- um 380 v. Chr.: Dareios III., persischer Herrscher des Achämenidenreichs († 330 v. Chr.)
- um 380 v. Chr.: Demades, griechischer Staatsmann und Redner († um 318 v. Chr.)
- um 380 v. Chr.: Mnesitheos von Athen, griechischer Arzt
- um 380 v. Chr.: Pytheas, griechischer Entdeckungsreisender († um 310 v. Chr.)
- um 380 v. Chr.: Theomnestes, griechischer Rechtsgelehrter

## Gestorben
- 396/380 v. Chr.: Gorgias von Leontinoi, griechischer Philosoph (* um 490/485 v. Chr.)
- Lysias, griechischer Redner (* um 445 v. Chr.)
- Philoxenos von Kythera, griechischer Dichter (* um 435 v. Chr.)
- um 380 v. Chr.: Aristophanes, griechischer Komödiendichter (* 450/444 v. Chr.)